# Sack (Familienname)
Sack ist ein Familienname, der vor allem im deutschsprachigen Raum vorkommt.

## Namensträger
- Adriano Sack (* 1967), deutscher Schriftsteller und Journalist
- Albert von Sack (1757–1829), deutscher Forschungsreisender
- Albert E. Sack (auch Al Sack; 1911–1947), US-amerikanischer Dirigent, Komponist und Violinist
- Albert M. Sack (Albert Milton Sack; 1915–2011), US-amerikanischer Antiquitätenhändler und Autor
- Albrecht Sack (* 1964), deutscher Sänger (Tenor)
- Alfons Sack (1887–1945), deutscher Rechtsanwalt
- Arthur Sack (1900–1964), deutscher Landwirt und Erfinder
- August Friedrich Sack (1703–1786), deutscher Philosoph und Theologe
- Birgit Sack (* 1965), deutsche Historikerin
- Christoph August Gustav Wilhelm von Sack (1773–1844), preußischer Generalleutnant
- Detlef Sack (* 1965), deutscher Politikwissenschaftler und Hochschullehrer
- Diethelm Sack (* 1948), deutscher Manager und Vorstandsmitglied
- Dorothée Sack (* 1947), deutsche Bauforscherin
- Edith Sack (* 1960), österreichische Politikerin (SPÖ), Burgenländische Landtagsabgeordnete
- Erich Sack (1887–1943), deutscher Pfarrer
- Erna Sack (1898–1972), deutsche Sängerin (Sopran)
- Ernst Silvius von Sack (1710–1793), preußischer Landrat
- Erwin Sack (1935–1999), deutscher Politiker (SPD)
- Friedhelm Sack (* 1956), namibischer Sportschütze
- Friedrich Sack (Politiker) (1913–1991), deutscher Politiker (SPD)
- Friedrich Ferdinand Adolf Sack (1788–1842), deutscher Prediger
- Friedrich L. Sack (1906–1979), Schweizer Anglist und Gymnasiallehrer
- Friedrich Samuel Gottfried Sack (1738–1817), deutscher Theologe
- Fritz Sack (* 1931), deutscher Kriminologe
- Fritz Sack (Fußballtrainer), deutscher Fußballspieler und -trainer
- Gitta Ilona Sack, eigentlicher Name von Gitta Saxx (* 1965), deutsches Model
- Gustav Sack (1885–1916), deutscher Schriftsteller, Lyriker und Dramatiker
- Hans Sack (Admiral) (1848–1924), deutscher Vizeadmiral und Industriemanager
- Hans Sack (Ingenieur) (1899–1981), deutscher Ingenieur, Unternehmer und Hochschullehrer
- Harald Sack, deutscher Informatiker
- Harald Sack Ziegler (* 1961), deutscher Musiker
- Heinrich Adolph von Sack (* um 1710; † nach 1770), preußischer Landrat und Landesdirektor
- Heinrich Sack (Botaniker) (1871–1934), deutscher Botaniker
- Heinrich Sack (Kanute) (1909–1941), deutscher Kanute
- Hermann Sack (Franziskaner) (um 1390–1440), deutscher Franziskaner, Chronist und Sammler von Schriften
- Hermann Sack (Schachspieler) (1861–1938), Schweizer Schachspieler
- Hermann Sack (Politiker) (1898–1964), deutscher Politiker (SPD)
- Hugo Sack (1860–1909), deutscher Ingenieur und Industrieller
- Janine Sack (* 1969), deutsche Verlegerin, Grafikdesignerin und Konzeptkünstlerin
- Johann August Sack (1764–1831), deutscher Beamter
- Johann Philipp Sack (1722–1763), deutscher Musiker und Komponist
- John Sack (Journalist) (1930–2004), US-amerikanischer Journalist und Schriftsteller
- John Sack (Schriftsteller, 1938) (* 1938), US-amerikanischer Schriftsteller
- Karl Sack (Jurist) (1896–1945), deutscher Jurist und Widerstandskämpfer
- Karl Heinrich Sack (1789–1875), deutscher Theologe
- Karl Wilhelm Sack (1792–1870), deutscher Registrator und Lokalhistoriker
- Klaus Sack (* 1950), deutscher Fußballspieler
- Konrad Sack († 1309), Ritter des Deutschen Ordens
- Manfred Sack (1928–2014), deutscher Architekturkritiker
- Martin Sack (* 1961), deutscher Mediziner und Hochschullehrer
- Michael Sack (* 1973), deutscher Politiker (CDU), Landrat
- Oswald Sack (1809–nach 1885), deutscher Jurist und Politiker
- Otto Sack (1892–1961), deutscher Unternehmer
- Paul Sack (1887–1972), deutscher Maurer
- Peter Sack (* 1979), deutscher Kugelstoßer
- Pius Sack (1865–1946), deutscher Lehrer und Entomologe
- Ralf Sack (* 1966), deutscher Fußballspieler
- René Sack (* 1976), deutscher Kugelstoßer und Leichtathletiktrainer
- Rosemarie Sack-Dyckerhoff (1917–2015), deutsche Bildhauerin
- Rudolf Sack, deutscher Angler und Autor
- Rudolph Sack (1824–1900), deutscher Maschinenbauunternehmer
- Sebastian Sack (* 1981), deutscher Politiker (SPD), MdL Hessen
- Seymour Sack (1929–2011), US-amerikanischer Physiker
- Sibylle Kemmler-Sack (1934–1999), deutsche Chemikerin

- Siegfried Sack (Theologe) (1527–1596), deutscher Theologe und Domprediger
- Siegfried Sack (Künstler) (1938–2024), deutscher Maler, Plastiker und Kunsterzieher
- Siegmund von Sack (1662–1740), deutscher Generalmajor
- Simon Heinrich Sack (1723–1791), deutscher Jurist und Stifter
- Tom Sack (* 1982), deutscher Kunstfälscher, Kunsthändler und Rechtsanwalt
- Vera Sack (1927–2004), deutsche Bibliothekarin
- Wolff Caspar von Sack (1679–1739), preußischer Landrat
- Wolfgang O. Sack (1923–2005), deutsch-US-amerikanischer Veterinärmediziner